# 抽样分布
在统计学中，抽样分布是由随机抽样的样本统计量所形成的概率分布。总体的数值特征被称为母數，例如总体均值 {\displaystyle \mu }、总体标准差 {\displaystyle \sigma } 和总体比例 {\displaystyle p} 等。而对于样本而言，样本统计量可以看做是样本的函数，是一个随机变量。每一次抽样都会得到一个对应的样本均值 {\displaystyle {\bar {x}}}、样本误差 {\displaystyle s} 和样本比例 {\displaystyle {\bar {p}}} 等，作为对总体参数的估计值。而这些统计量所形成的概率分布即抽样分布。

## 样本均值
对于样本均值而言，其抽样分布具有如下性质：
{\displaystyle {\bar {x}}} 的期望等于该样本选取自的总体均值。
{\displaystyle E({\bar {x}})=\mu }

将样本均值 {\displaystyle {\bar {x}}} 的标准差记为 {\displaystyle \sigma _{\bar {x}}}，样本容量记为 {\displaystyle n}，总体容量记为 {\displaystyle N}。
对于无限总体：
{\displaystyle \sigma _{\bar {x}}={\frac {\sigma }{\sqrt {n}}}}
对于有限总体：
{\displaystyle \sigma _{\bar {x}}={\sqrt {\frac {N-n}{N-1}}}({\frac {\sigma }{\sqrt {n}}})}
这里 {\displaystyle {\sqrt {(N-n)/(N-1)}}} 通常被称为有限总体修正系数。一般认为当样本容量小于总体容量的5%，即 {\displaystyle n/N\leq 0.05} 时，该系数可以忽略不计。

## 样本比例
对于样本比例而言，其抽样分布具有如下性质：
{\displaystyle {\bar {p}}} 的期望等于该样本选取自的总体比例。
{\displaystyle E({\bar {p}})=p}

将样本比例 {\displaystyle {\bar {p}}} 的标准差记为 {\displaystyle \sigma _{\bar {p}}}，样本容量记为 {\displaystyle n}，总体容量记为 {\displaystyle N}。
对于无限总体：
{\displaystyle \sigma _{\bar {p}}={\sqrt {\frac {p(1-p)}{n}}}}
对于有限总体：
{\displaystyle \sigma _{\bar {p}}={\sqrt {\frac {N-n}{N-1}}}{\sqrt {\frac {p(1-p)}{n}}}}
同样，当 {\displaystyle n/N\leq 0.05} 时，该系数可以忽略不计。